# Aşağıkaracaören, Siverek
Aşağıkaracaören là một xã thuộc huyện Siverek, tỉnh Şanlıurfa, Thổ Nhĩ Kỳ. Dân số thời điểm năm 2011 là 150 người.